# Hirvlax, Nykarleby
Hirvlax är en by i Nykarleby stad i Österbotten i Finland. Byn tillhörde tidigare Munsala kommun. Hirvlax bildar tillsammans med Kantlax, Monå och Monäs Munsalas sjöbyar och bildar deras knutpunkt då vägarna från de övriga byarna strålar samman här.
Hirvlax centrala läge i västra Munsala har gjort att byn, speciellt under 1900-talets första hälft dragit till sig många företag och inrättningar. Men landsbygdsdöden blev påtaglig under 2000-talets början. Vid sekelskiftet fanns här ännu bank, bensinmack, bybutik och en mångsidig blomsterhandel som fungerade som tips- och postombud samt handhade ett medicinskåp. 2014 hade samtliga upphört. Kvar finns sjöbyarnas gemensamma skola.
Hirvlax består av hemmanen: Kock, Dahlkarl, Fågel, Peth, Mågas, Stubb och Träsk.

## Ortnamnet
Byns namn är sammansatt av finskans hirvi 'älg' och laksi 'vik'.
Hirvlax är det officiella namnet även på finska. I tidskrifter från sekelskiftet 1900 förekommer namnet Hirvilahti på finska.

## Historia

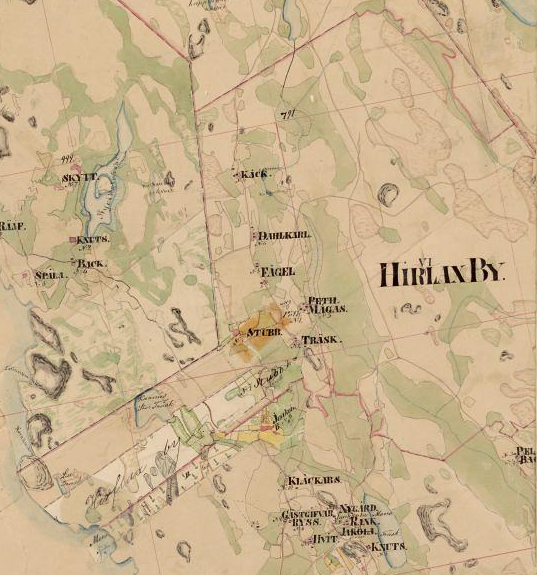
Hirvlax på en karta från 1845. Utmärkta är byns sju hemman Kock, Dahlkarl, Fågel, Peth, Mågas, Stubb och Träsk.

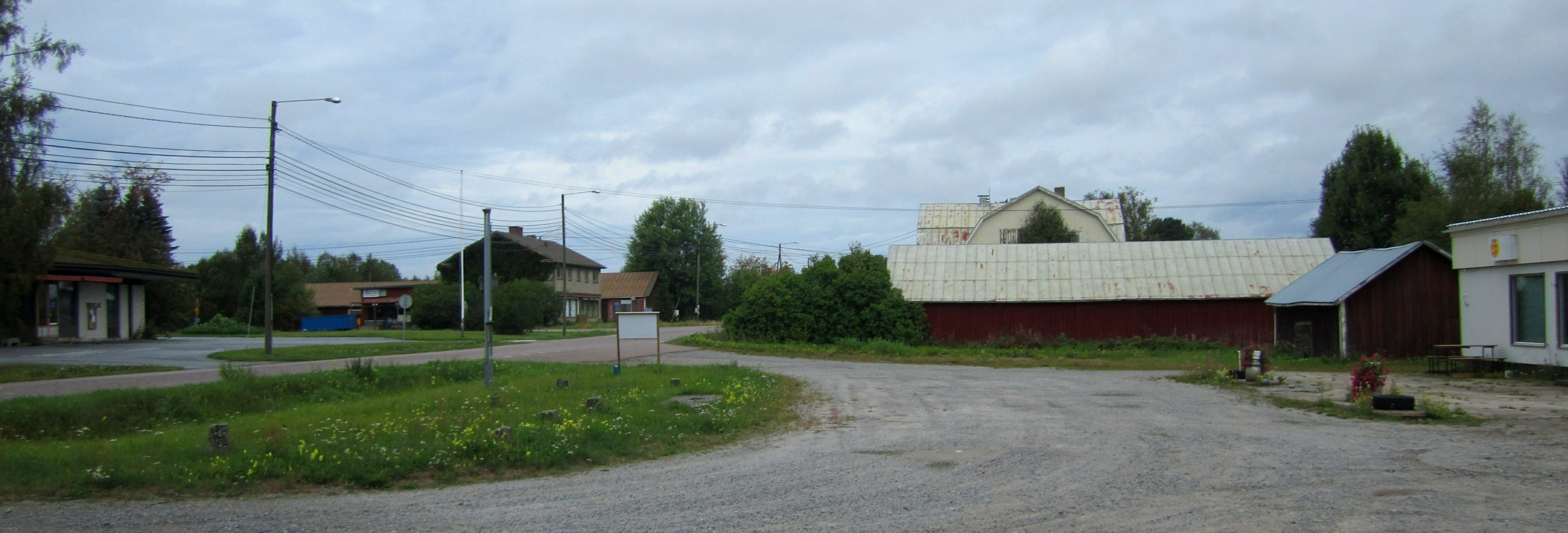
"Men byn kan handla i egen affär, tanka och ge bilen och traktorn service, gå i en egen skola – byn lyser av livskraft!." står det i boken Vår bygd i bild från 2000. 14 år senare har såväl bank (till vänster), butik (i bakgrunden) och servicestation (till höger) upphört.

Hirvlax uppträder som en självständig by 1556, i en längd från två år tidigare var byns sex bönder upptagna under Monå. Hirvlax har på grund av landhöjningen inte längre kontakt till havet. På 1600-talet bör Hirvlaxviken ha haft ett vattendjup på drygt två meter och stått i god förbindelse med Monässundet. Så sent som 1802 finns det upptecknat hur prästen med båt hämtades till Hirvlax för att förrätta en vigsel. I takt med att Hirvlax förlorade havskontakten fiskade man mindre och byn utvecklades till en bondby.

### Skola
1893 tog representanter från sjöbyarna beslut om att upprätta en folkskola i Hirvlax för sitt nyskapade skoldistrikt. 1894 stod skolan klar och inledde sitt första läsår på hösten. Skolan led länge av ett för stort antal elever vilket löstes när de andra byarna så småningom fick egna skolor.
1899 stod en småbarnsskola färdig för den förberedande undervisningen som på den tiden ansvarades för av församlingen. Skolhuset användes till 1930-talet då byggnadens skick fösämrats och man förlade undervisningen till bönehusets serveringsutrymme en tid innan man 1935 flyttade in till folkskolan.

### Pälsdjursuppfödning
Även om den inte varit på samma nivå som i grannbyarna, har pälsnäringen varit betydande i Hirvlax. Redan 1928 började man här, som kanske en av de första byarna i kommunen, experimentera med uppfödning av rävar. På 1960-talet fanns det 24 stycken pälsfarmer i Hirvlax.

### Munsala Andelsmejeri
1929 byggde det nystartade andelslaget Munsala Andelsmejeri ett  gemensamt mejeri för sjöbyarna invid vägkorsningen i Hirvlax. Den stora byggnaden mitt i byn dominerade sin omgivning.
I slutet av 50- och början av 1960-talet var man inom andelslaget oense huruvida mejeriverksamheten skulle fortsätta vilket ledde till splittring bland medlemmarna och till sist uteslutning av 23 medlemmar. Minskade mjölkleveranser och lån tagna för maskininköp ledde till en ansträngd ekonomi och 1966 lades verksamheten slutligen ned och man började transportera mjölken till centralmejeriet i Munsala.

### Bio Fritid
1941 beslöt man att bygga en biograf i byn. Finland var i krig och byggandet förlöpte långsamt. Det sägs att evakuerade från Kemijärvi deltog i byggandet och lärde lokalbefolkningen att elda i schaktet för att på så vis kunna gjuta trots att kölden kommit. Bio Fritid stod klart 1946, byggnaden inrymde biosalong med 226 platser, aula och kafeteria. På sommaren var man färdig för invigning, premiären blev filmen Mrs. Miniver, tidigare hade De anföll i gryningen visats som generalrepetition. Biografen var till en början en succé men i och med TV:ns intåg i hemmen minskade publikens intresse, man blev tvungen att minska på antalet förevisningar för att 1961 upphöra helt. Bio Fritids sista föreställning var filmen Röd solnedgång. Med några undantag stod byggnaden efter biografens stängning tom fram till att den revs 1975.

### Övriga företag
1954–1964 fanns i byn en kiosk Nellys kiosk som blev en viktig samlingspunkt för byborna och lockade även folk från grannbyarna.
I Hirvlax har även bland annat verkat en spetsfabrik Munsala spetsfabrik (1955–1957) och ett cementtegelslageri (1927–1930-talets slut).